# Podalonia montana
Podalonia montana är en biart som först beskrevs av Cameron 1888.  Podalonia montana ingår i släktet Podalonia och familjen grävsteklar. Inga underarter finns listade i Catalogue of Life.